# 塞朗斯
塞朗斯（法語：Cérences，法語發音：[seʁɑ̃s]）是法国芒什省的一个市镇，位于该省中南部偏西，属于库唐斯区。

## 地理
塞朗斯（48°54'59"N, 1°26'8"W）面积26.04 平方千米，位于法国诺曼底大区芒什省，该省份为法国西北部沿海省份，西、北、东北三面环大西洋，东起顺时针与卡爾瓦多斯省、奧恩省、马耶讷省和伊勒-维莱讷省接壤。
与塞朗斯接壤的市镇（或旧市镇、城区）包括：布雷阿勒、滨海布里克维尔、尚特卢、于迪梅尼勒、朗格罗讷、勒洛勒尔、勒梅尼勒欧贝尔、滨海米讷维尔、韦尔、谢讷河畔凯特勒维尔。

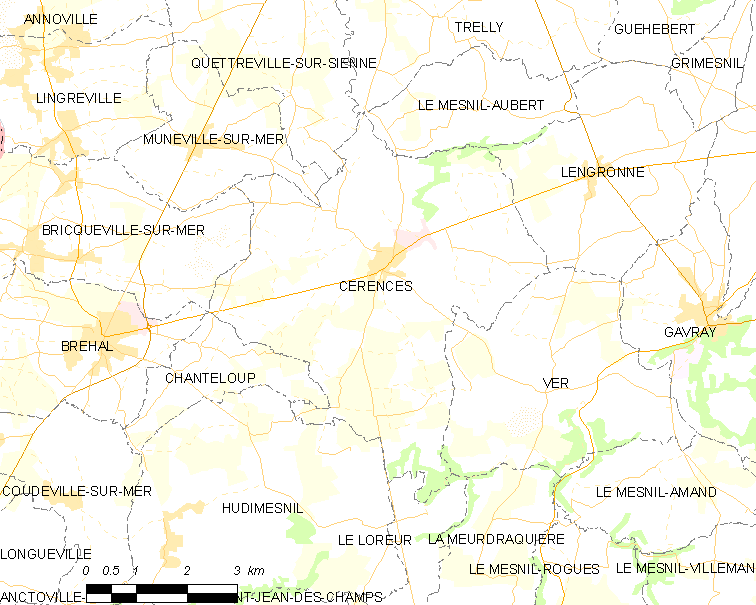
塞朗斯的OSM定位图

塞朗斯的时区为UTC+01:00、UTC+02:00（夏令时）。

## 行政
塞朗斯的邮政编码为50510，INSEE市镇编码为50109。

## 政治
塞朗斯所属的省级选区为布雷阿勒县。

## 人口

1962-2008年间塞朗斯人口变化图示

塞朗斯于2022年1月1日时的人口数量为1806人。